# دانيال أوروزكو
دانيال أوروزكو (بالإنجليزية: Daniel Orozco)‏ هو كاتب أمريكي، ولد في 8 نوفمبر 1957.